# Codice ATC C07
Il codice ATC C07 "Beta-bloccanti" è un sottogruppo del sistema di classificazione Anatomico Terapeutico e Chimico, un sistema di codici alfanumerici sviluppato dall'OMS per la classificazione dei farmaci e altri prodotti medici. Il sottogruppo C07 fa parte del gruppo anatomico C, farmaci per l'apparato circolatorio.
Codici per uso veterinario (codici ATCvet) possono essere creati ponendo la lettera Q di fronte al codice ATC umano: QC07... I codici ATCvet senza corrispondente codice ATC umano sono riportati nella lista seguente con la Q iniziale.
Numeri nazionali della classificazione ATC possono includere codici aggiuntivi non presenti in questa lista, che segue la versione OMS.

## C07A Farmaci beta bloccanti

### C07AA Beta-bloccanti, non-selettivi
C07AA01 Alprenololo
C07AA02 Oxprenololo
C07AA03 Pindololo
C07AA05 Propranololo
C07AA06 Timololo
C07AA07 Sotalolo
C07AA12 Nadololo
C07AA14 Mepindololo
C07AA15 Carteololo
C07AA16 Tertatololo
C07AA17 Bopindololo
C07AA19 Bupranololo
C07AA23 Penbutololo
C07AA27 Cloranololo
C07AA57 Sotalolo, associazioni
QC07AA90 Carazololo

### C07AB Farmaci beta bloccanti, selettivi
C07AB01 Practololo
C07AB02 Metoprololo
C07AB03 Atenololo
C07AB04 Acebutololo
C07AB05 Betaxololo
C07AB06 Bevantololo
C07AB07 Bisoprololo
C07AB08 Celiprololo
C07AB09 Esmololo
C07AB10 Epanololo
C07AB11 S-atenololo
C07AB12 Nebivololo
C07AB13 Talinololo
C07AB14 Landiololo

### C07AG Farmaci alfa e beta bloccanti
C07AG01 Labetalolo
C07AG02 Carvedilolo

## C07B Farmaci beta bloccanti e tiazidi

### C07BA Farmaci beta bloccanti, non-selettivi, e tiazidi
C07BA02 Oxprenololo e tiazidi
C07BA05 Propranololo e tiazidi
C07BA06 Timololo e tiazidi
C07BA07 Sotalolo e tiazidi
C07BA12 Nadololo e tiazidi
C07BA68 Metipranololo e tiazidi, associazioni

### C07BB Farmaci beta bloccanti, selettivi, e tiazidi
C07BB02 Metoprololo e tiazidi
C07BB03 Atenololo e tiazidi
C07BB04 Acebutololo e tiazidi
C07BB06 Bevantololo e tiazidi
C07BB07 Bisoprololo e tiazidi
C07BB12 Nebivololo e tiazidi
C07BB52 Metoprololo e tiazidi, associazioni

### C07BG Farmaci alfa e beta bloccanti con tiazidi
C07BG01 Labetalolo e tiazidi

## C07C Farmaci beta bloccanti e altri diuretici

### C07CA Farmaci beta bloccanti, non-selettivi, e altri diuretici
C07CA02 Oxprenololo e altri diuretici
C07CA03 Pindololo e altri diuretici
C07CA17 Bopindololo e altri diuretici
C07CA23 Penbutololo e altri diuretici

### C07CB Farmaci beta bloccanti, selettivi, e altri diuretici
C07CB02 Metoprololo e altri diuretici
C07CB03 Atenololo e altri diuretici
C07CB53 Atenololo e altri diuretici, associazioni

### C07CG Farmaci alfa e beta bloccanti e altri diuretici
C07CG01 Labetalolo e altri diuretici

## C07D Farmaci beta bloccanti, tiazidi e altri diuretici

### C07DA Farmaci beta bloccanti, non-selettivi, tiazidi e altri diuretici
C07DA06 Timololo, tiazidi e altri diuretici

### C07DB Farmaci beta bloccanti, selettivi, tiazidi e altri diuretici
C07DB01 Atenololo, tiazidi e altri diuretici

## C07F Farmaci beta bloccanti e altri antipertensivi

### C07FB Farmaci beta bloccanti, selettivi, e altri antipertensivi
C07FB02 Metoprololo e altri antipertensivi
C07FB03 Atenololo e altri antipertensivi
C07FB07 Bisoprololo e altri antipertensivi
C07FB12 Nebivololo e altri antipertensivi

### C07FX Farmaci beta bloccanti, altre combinationi
C07FX01 Propranololo and altre combinationi
C07FX02 Sotalol e acido acetilsalicilico
C07FX03 Metoprololo e acido acetilsalicilico
C07FX04 Bisoprololo e acido acetilsalicilico
C07FX05 Metoprololo e ivabradina
C07FX06 Carvedilolo e ivabradina